# Hadrurus arizonensis
Hadrurus arizonensis  (лат.) — вид скорпионов из семейства Caraboctonidae. Является самым крупным скорпионом в Северной Америке, достигая в длину до 140 мм. Распространён в Мексике и США (Аризона, юг Калифорнии, Невада и Юта). Встречаются в полузасушливых и засушливых местностях, в том числе пустынеподобной среде, но реже на песчаных дюнах. Часто прячутся в глубоких норах, но могут также встречаться и под камнями, поваленными деревьями и т. д.